# Championnat du Vanuatu de football
Le Championnat de football de Vanuatu est une compétition de football nationale placée sous l'égide de la fédération du Vanuatu de football.

## Histoire
Jusqu'en 2008, chaque province organise une compétition sur son secteur géographique, sans qu'il n'y ait de confrontation entre les meilleures équipes, au niveau national. C'est la Ligue de football de Port-Vila, la capitale, qui est la compétition la mieux structurée puisqu'elle organise un championnat sur trois divisions. C'est le vainqueur de la ligue de Port-Vila qui est qualifié pour la Ligue des champions et ce jusqu'à l'édition 2007-2008.
En 2008, le fonctionnement change puisque la fédération organise une compétition afin de déterminer le ou les représentants du pays en compétition continentale. Cette compétition a pris au cours des années différents noms : National Soccer League, VFF Bred Cup, VFF Champions League.
Depuis l'édition 2021, la phase finale de la compétition regroupe les 6 provinces et les 2 villes principales de l'archipel (Port-Vila et Luganville), qui envoient chacune la formation ayant remporté le championnat local. Après une phase de poules, les 4 meilleures formations disputent les demi-finales et finale sur un seul match, et les deux finalistes obtiennent leur billet pour le barrage en Ligue des champions de l'OFC.

## Palmarès

### Port Vila Football League
- 1975 : Tupuji Imere FC
- 1976-1983 : Inconnu
- 1984 : Pango Green Bird
- 1985 : Inconnu
- 1986 : Tafea FC
- 1987-88 : Inconnu
- 1989 : Erakor Golden Star FC
- 1990-93 : Inconnu
- 1994 : Tafea FC
- 1995 : Tafea FC
- 1996 : Tafea FC
- 1997 : Tafea FC
- 1998 : Tafea FC
- 1999 : Tafea FC
- 2000 : Tafea FC
- 2001 : Tafea FC
- 2002 : Tafea FC
- 2003 : Tafea FC
- 2004 : Tafea FC
- 2005 : Tafea FC
- 2006 : Tafea FC
- 2007 : Tafea FC
- 2008-2009 : Tafea FC
- 2009-2010 : Amicale FC
- 2010-2011 : Amicale FC
- 2011-2012 : Amicale FC
- 2012-2013 : Amicale FC
- 2013-2014 : Amicale FC
- 2014-2015 : Amicale FC
- 2016 : Erakor Golden Star FC
- 2017 : Ifira Black Bird FC
- 2017-2018 : Tupuji Imere FC
- 2018-2019 : Tafea FC
- 2019-2020 : Ifira Black Bird FC
- 2020-2021 : ABM Galaxy FC
- 2021-2022 : Ifira Black Bird FC

### Compétition nationale
Depuis 2008, pour déterminer le représentant du Vanuatu lors de la Ligue des champions de l'OFC, une nouvelle compétition a été mise en place.
- VFF Bred Cup :
  - 2008-2009 : Port Vila Sharks
  - 2009 : Tafea FC
- National Soccer League
  - 2010 : Amicale FC
  - 2011 : Amicale FC
  - 2012 : Amicale FC
  - 2013 : Tafea FC
  - 2014 : Tafea FC
  - 2015 : Amicale FC
  - 2016 : Nalkutan FC
  - 2017 : Non disputé
  - 2018 : Erakor Golden Star FC
- 7 Member Associations Championship
  - 2019 : Malampa Revivors FC
- National Super League
  - 2020 : ABM Galaxy FC
- VFF Champions League
  - 2021 : ABM Galaxy FC
  - 2022[1] : Ifira Black Bird FC